# Marion Darlington
Marion Darlington est une actrice américaine née le 7 novembre 1910 et morte le 17 mars 1991 spécialisée dans les imitations d'oiseaux qui a travaillé à plusieurs reprises avec les studios Disney.

## Filmographie
- 1931 : Les Chansons de la mère l'oie
- 1932 : The Bird Store
- 1932 : Des arbres et des fleurs
- 1933 : Birds in the Spring
- 1935 : Bébés d'eau
- 1937 : Blanche-Neige et les Sept Nains
- 1942 : Obliging Young Lady (rôle d'une passionnée d'oiseau)
- 1942 : Bambi
- 1948 : Danny, le petit mouton noir
- 1950 : Cendrillon